# Penthetria indica
Penthetria indica är en tvåvingeart som först beskrevs av Enrico Adelelmo Brunetti 1911.  Penthetria indica ingår i släktet Penthetria och familjen hårmyggor. Inga underarter finns listade i Catalogue of Life.